# Tổn thương tế bào
Tổn thương tế bào là một loạt các thay đổi của căng thẳng mà một tế bào phải chịu do những thay đổi môi trường bên ngoài cũng như bên trong.  Trong số các nguyên nhân khác, điều này có thể là do các yếu tố vật lý, hóa học, nhiễm trùng, sinh học, dinh dưỡng hoặc miễn dịch.  Tổn thương tế bào có thể đảo ngược hoặc không thể đảo ngược.  Tùy thuộc vào mức độ tổn thương, phản ứng của tế bào có thể thích nghi và khi có thể, cân bằng nội môi được phục hồi.  Sự chết của tế bào xảy ra khi mức độ nghiêm trọng của vết thương vượt quá khả năng tự sửa chữa của tế bào.  Sự chết tế bào liên quan đến cả thời gian tiếp xúc với một kích thích có hại và mức độ nghiêm trọng của thiệt hại gây ra.  Sự chết tế bào có thể xảy ra do hoại tử hoặc apoptosis.

## Nguyên nhân
- Các tác nhân vật lý như nhiệt hoặc bức xạ có thể làm hỏng tế bào bằng cách nấu hoặc đông tụ nội dung của chúng.
- Cung cấp chất dinh dưỡng bị suy giảm, chẳng hạn như thiếu oxy hoặc glucose, hoặc sản xuất adenosine triphosphate (ATP) bị suy yếu có thể làm mất tế bào của các vật liệu thiết yếu cần thiết để tồn tại.[3]

## Mục tiêu
Các thành phần đáng chú ý nhất của tế bào là mục tiêu của tổn thương tế bào là DNA và màng tế bào.
- Tổn thương DNA: Trong tế bào người, cả hoạt động trao đổi chất bình thường và các yếu tố môi trường như tia cực tím và các bức xạ khác có thể gây tổn hại DNA, dẫn đến một triệu tổn thương phân tử riêng lẻ mỗi tế bào mỗi ngày.[4]
- Tổn thương màng: tổn thương màng tế bào làm rối loạn trạng thái điện giải tế bào, ví dụ calci, khi liên tục tăng lên, gây ra apoptosis.

## Các loại tổn thương
Một số tổn thương tế bào có thể được đảo ngược sau khi loại bỏ căng thẳng hoặc nếu xảy ra thay đổi tế bào bù.  Chức năng đầy đủ có thể trở lại các tế bào nhưng trong một số trường hợp, mức độ tổn thương sẽ vẫn còn.     

### Dưới mức chết (có thể đảo ngược)

#### Sưng phồng tế bào
Sưng tế bào có thể xảy ra do thiếu oxy tế bào, làm hỏng bơm màng natri-kali; nó có thể đảo ngược khi nguyên nhân được loại bỏ.  Sưng tế bào là biểu hiện đầu tiên của hầu hết các dạng tổn thương đối với tế bào.  Khi nó ảnh hưởng đến nhiều tế bào trong một cơ quan, nó gây ra một số chất nhợt nhạt, tăng độ căng và tăng trọng lượng của cơ quan.  Khi kiểm tra bằng kính hiển vi, không bào trong suốt nhỏ có thể được nhìn thấy trong tế bào chất; chúng đại diện cho các phân đoạn bị chèn ép và bị chèn ép của mạng lưới nội chất.  Mô hình tổn thương không gây chết người này đôi khi được gọi là thay đổi thủy canh hoặc thoái hóa không bào.  Thoái hóa nước là một dạng sưng nặng của tế báo  Nó xảy ra với hạ kali máu do nôn mửa hoặc tiêu chảy.

#### Thay đổi chất béo
Tế bào đã bị hư hại và không thể chuyển hóa đầy đủ chất béo.  Không bào nhỏ của chất béo tích tụ và trở nên phân tán trong tế bào chất.  Thay đổi chất béo nhẹ có thể không có ảnh hưởng đến chức năng tế bào; tuy nhiên thay đổi chất béo nghiêm trọng hơn có thể làm suy giảm chức năng tế bào.  Ở gan, sự mở rộng của các tế bào gan do thay đổi chất béo có thể chèn ép ống mật lân cận, dẫn đến ứ mật.  Tùy thuộc vào nguyên nhân và mức độ nghiêm trọng của sự tích lũy lipid, sự thay đổi chất béo thường có thể đảo ngược.  Thay đổi chất béo còn được gọi là thoái hóa mỡ, biến chất mỡ hoặc nhiễm mỡ.

### Gây chết tế bào

#### Hoại tử
Hoại tử được đặc trưng bởi sưng tế bào chất, tổn thương không hồi phục đối với màng sinh chất và phá vỡ cơ quan dẫn đến chết tế bào.  Các giai đoạn của hoại tử tế bào bao gồm pyknosis; sự đóng cục của nhiễm sắc thể và thu nhỏ nhân của tế bào , karyorrhexis; sự phân mảnh của hạt nhân và phá vỡ chất nhiễm sắc thành các hạt không cấu trúc, và karyolysis; hòa tan nhân tế bào.  Các thành phần Cytosolic rò rỉ qua màng plasma bị hư hỏng vào không gian ngoại bào có thể gây ra phản ứng viêm.